# Westelijke witbefmanakin
De westelijke witbefmanakin (Corapipo altera) is een zangvogel uit de familie Pipridae (manakins).

## Verspreiding en leefgebied
Deze soort komt voor van Honduras tot Colombia en telt twee ondersoorten:
- C. a. altera: van oostelijk Honduras tot noordwestelijk Colombia.
- C. a. heteroleuca: zuidwestelijk Costa Rica en westelijk Panama.

## Status
De westelijke witbefmanakin komt niet als aparte soort voor op de lijst van het IUCN, maar is daar een ondersoort van de oostelijke witbefmanakin (C. leucorrhoa altera/heteroleuca).